# Hugh Seton-Watson
George Hugh Nicholas Seton-Watson (Londra, 15 febbraio 1916 – Washington, 19 dicembre 1984) è stato uno storico, slavista e agente segreto britannico.

## Biografia
Era figlio di Robert William Seton-Watson e fratello maggiore di Christopher Seton-Watson, come lui entrambi rinomati storici. Studiò all'Università di Oxford, laureandosi nel 1938.
Allo scoppio della seconda guerra mondiale venne impiegato dal Foreign Office, che lo stanziò prima in Ungheria, poi in Romania e infine in Jugoslavia, dove venne catturato in seguito all'invasione tedesca e internato in Italia. Liberato, nel 1944 venne inviato ad Istanbul, dove creò una rete di agenti tra i rifugiati slavi.
Dopo la guerra, nel 1951 divenne professore di storia all'Università di Londra, concentrandosi sulla slavistica a seguito delle proprie esperienze belliche. I suoi studi riguardarono soprattutto la storia della Russia, e divenne uno degli slavisti di riferimento del mondo accademico anglosassone. Morì a Washington nel 1984, durante un viaggio negli Stati Uniti per motivi accademici, dopo aver contratto la polmonite.

## Opere
- (EN) Hugh Seton-Watson, Eastern Europe between the Wars, 1945.
- (EN) Hugh Seton-Watson, The Eastern European Revolution, 1950.
- (EN) Hugh Seton-Watson, The Decline of Imperial Russia 1855-1914, 1952.
- (EN) Hugh Seton-Watson, Neither War nor Peace, 1960.
- (EN) Hugh Seton-Watson, The Russian Empire, 1801-1917, 1967.
- (EN) Hugh Seton-Watson, Nation and States, 1977.
- (EN) Hugh Seton-Watson, The Imperialist Revolutionaries, 1978.
- (EN) Christopher Seton-Watson e Hugh Seton-Watson, The Making of the New Europe: RW Seton-Watson and the Last Years of Austria-Hungary, 1906-1920, 1981.